# Волчя Яма (Требнє)
Волчя Яма (словен. Volčja Jama) — поселення в общині Требнє, регіон Південно-Східна Словенія, Словенія.